# Fußball-Verbandsliga Westfalen 1964/65
Die Saison 1964/65 war die neunte Spielzeit der drittklassigen Verbandsliga Westfalen. Meister wurde der VfL Bochum, der in der folgenden Aufstiegsrunde den Sprung in die Regionalliga schaffte. Aus der Gruppe 1 stiegen die SpVg Beckum, der SV Brackwede, Germania Datteln und die Sportfreunde Gladbeck; aus der Gruppe 2 der Dortmunder SC 95, der Hombrucher FV 09 und der VfL Klafeld-Geisweid ab. Aus den Landesligen stiegen der FC TuRa Bergkamen, der TuS Iserlohn, SuS Lage, Blau-Weiß Langenbochum und Arminia Marten auf.

## Legende
|     |                                                          |
|     | Teilnahme an der Westfalenmeisterschaft                  |
|     | Teilnehmer an den Entscheidungsspielen                   |
|     | Absteiger in die Landesliga Westfalen                    |
| (A) | Absteiger aus der Regionalliga in der Vorsaison          |
| (N) | Aufsteiger aus der Landesliga Westfalen in der Vorsaison |

## Tabellen

### Gruppe 1
| Pl.               | Verein                   | Sp. | S  | U  | N  | Tore    | Quote | Punkte |
| ----------------- | ------------------------ | --- | -- | -- | -- | ------- | ----- | ------ |
| 1.                | SpVgg Erkenschwick       | 30  | 20 | 5  | 5  | 071:290 | 2,45  | 45:15  |
| 2.                | SpVgg Herten (A)         | 30  | 18 | 5  | 7  | 058:370 | 1,57  | 41:19  |
| 3.                | BV Selm                  | 30  | 16 | 7  | 7  | 054:400 | 1,35  | 39:21  |
| 4.                | BVH Dorsten              | 30  | 12 | 10 | 8  | 053:400 | 1,33  | 34:26  |
| 5.                | VfB 03 Bielefeld         | 30  | 12 | 9  | 9  | 047:420 | 1,12  | 33:27  |
| 6.                | Hammer SpVg              | 30  | 13 | 6  | 11 | 044:460 | 0,96  | 32:28  |
| 7.                | Erler SV 08              | 30  | 13 | 5  | 12 | 051:410 | 1,24  | 31:29  |
| 8.                | Arminia Bockum-Hövel (N) | 30  | 13 | 4  | 13 | 049:360 | 1,36  | 30:30  |
| 9.                | Herringer SV             | 30  | 13 | 3  | 14 | 053:470 | 1,13  | 29:31  |
| 10.               | Ibbenbürener Spvg        | 30  | 9  | 11 | 10 | 032:400 | 0,80  | 29:31  |
| 11.               | FC Schalke 04 Am. (N)    | 30  | 10 | 8  | 12 | 044:480 | 0,92  | 28:32  |
| 12.               | TBV Lemgo                | 30  | 9  | 10 | 11 | 033:440 | 0,75  | 28:32  |
| 13.               | SpVg Beckum              | 30  | 10 | 7  | 13 | 039:550 | 0,71  | 27:33  |
| 14.               | Germania Datteln         | 30  | 9  | 7  | 14 | 042:550 | 0,76  | 25:35  |
| 15.               | SV Brackwede (N)         | 30  | 6  | 7  | 17 | 039:630 | 0,62  | 19:41  |
| 16.               | Sportfreunde Gladbeck    | 30  | 4  | 2  | 24 | 029:750 | 0,39  | 10:50  |
| Stand: Saisonende |                          |     |    |    |    |         |       |        |

### Gruppe 2
| Pl.               | Verein                   | Sp. | S  | U  | N  | Tore    | Quote | Punkte |
| ----------------- | ------------------------ | --- | -- | -- | -- | ------- | ----- | ------ |
| 1.                | VfL Bochum               | 32  | 22 | 6  | 4  | 075:250 | 3,00  | 50:14  |
| 2.                | Lüner SV (A)             | 32  | 18 | 3  | 11 | 069:400 | 1,73  | 39:25  |
| 3.                | Hasper SV                | 32  | 14 | 9  | 9  | 056:460 | 1,22  | 37:27  |
| 4.                | RSV Meinerzhagen         | 32  | 16 | 5  | 11 | 051:450 | 1,13  | 37:27  |
| 5.                | Sportfreunde Siegen (A)  | 32  | 12 | 10 | 10 | 051:430 | 1,19  | 34:30  |
| 6.                | TuS Eving-Lindenhorst    | 32  | 13 | 7  | 12 | 063:470 | 1,34  | 33:31  |
| 7.                | SSV Hagen                | 32  | 13 | 7  | 12 | 061:540 | 1,13  | 33:31  |
| 8.                | SG Castrop-Rauxel (N)    | 32  | 12 | 9  | 11 | 061:540 | 1,13  | 33:31  |
| 9.                | VfL Hörde                | 32  | 13 | 7  | 12 | 053:480 | 1,10  | 33:31  |
| 10.               | SC Dahlhausen            | 32  | 14 | 4  | 14 | 045:520 | 0,87  | 32:32  |
| 11.               | Arminia Ickern           | 32  | 11 | 8  | 13 | 039:490 | 0,80  | 30:34  |
| 12.               | VfL Schwerte             | 32  | 11 | 7  | 14 | 048:570 | 0,84  | 29:35  |
| 13.               | TB Eickel                | 32  | 13 | 3  | 16 | 050:650 | 0,77  | 29:35  |
| 14.               | Dortmunder SC 95         | 32  | 9  | 10 | 13 | 037:440 | 0,84  | 28:36  |
| 15.               | SG Wattenscheid 09       | 32  | 12 | 4  | 16 | 042:570 | 0,74  | 28:36  |
| 16.               | Hombrucher FV 09         | 32  | 10 | 5  | 17 | 038:590 | 0,64  | 25:39  |
| 17.               | VfL Klafeld-Geisweid (N) | 32  | 4  | 6  | 22 | 030:830 | 0,36  | 14:50  |
| Stand: Saisonende |                          |     |    |    |    |         |       |        |

#### Entscheidungsspiele um Platz 14
Die beiden punktgleichen Mannschaften aus Dortmund und Wattenscheid ermittelten in einem Spiel auf neutralen Platz den dritten Absteiger der Gruppe 2. Wattenscheid gewann das Spiel am 13. Juni 1965 in Herne mit 2:1 und schickte die Dortmunder somit in die Landesliga.
|                  | Ergebnis |                    |
| ---------------- | -------- | ------------------ |
| Dortmunder SC 95 | 1:2      | SG Wattenscheid 09 |

## Westfalenmeisterschaft
Die beiden Gruppensieger ermittelten in Hin- und Rückspiel den Westfalenmeister. Die Spiele fanden am 9. und 12. Mai 1965 vor 9.000 bzw. 12.000 Zuschauern statt. 
|                                  | Gesamt |                                          | Hinspiel  | Rückspiel |
| -------------------------------- | ------ | ---------------------------------------- | --------- | --------- |
| VfL Bochum Meister der Staffel 2 | 6:4    | SpVgg Erkenschwick Meister der Staffel 1 | 4:1 (1:0) | 2:3 (2:3) |

Da beide Mannschaften punktgleich waren und die Auswärtstorregel noch nicht galt wurde am 16. Mai 1965 in der neutralen Recklinghäuser Viktoria-Kampfbahn ein Entscheidungsspiel angesetzt. Dieses Spiel endete vor 11.000 Zuschauern nach Verlängerung unentschieden, so dass die Entscheidung per Münzwurf gefällt werden musste. Eine Legende besagt, dass die Bochumer bereits zu jubeln begannen, bevor die Münze den Boden berührte um den Schiedsrichter zu beeinflussen.
|            | Ergebnis             |                    |
| ---------- | -------------------- | ------------------ |
| VfL Bochum | 1:1 n. V. (1:1, 0:0) | SpVgg Erkenschwick |

## Entscheidungsspiel gegen den Abstieg
Der 13. der Staffel 1 und der 14. der Staffel 2 mussten in einem zusätzlichen Entscheidungsspiel einen weiteren Absteiger ausspielen. Das Spiel fand am 20. Juni 1965 in Altenbögge statt.
|                               | Ergebnis  |                                      |
| ----------------------------- | --------- | ------------------------------------ |
| SpVg Beckum 13. der Staffel 1 | 0:1 (0:0) | SG Wattenscheid 09 14. der Staffel 2 |